# Patrick Milchraum
Patrick Milchraum (Stoccarda, 26 maggio 1984) è un ex calciatore tedesco, di ruolo difensore.

## Caratteristiche tecniche
Terzino sinistro, può giocare come esterno sulla stessa fascia.